# 纽约新闻报
《纽约新闻报》（New York Journal）是一份在1937年至1966年間出版的報紙。《纽约新闻报》是威廉·赫斯特旗下的《紐約美國人》（The New York American）早報和《紐約晚報》（New York Evening Journal）兩份報紙合併產生的。這兩份報紙都由赫斯特在1895年至1937年間出版。《纽约新闻报》為下午出刊。